# RSV Hildesheim
Der RSV Hildesheim war ein Sportverein aus Hildesheim. Die erste Fußballmannschaft spielte drei Jahre in der erstklassigen Gauliga Niedersachsen. 

## Geschichte
Am 1. Juni 1906 wurde der Verein als FC 06 Hildesheim gegründet. Dieser fusionierte im Jahre 1919 mit dem sieben Jahre zuvor gegründeten FC Himmelsthür zum Rasensportverein 06 Hildesheim. Unter diesem Namen gelang im Jahre 1923 der Aufstieg in die damals erstklassige Bezirksliga Südkreis. Da die Rasensportler während der Saison nur einen Sieg feiern konnten, musste die Mannschaft gleich wieder absteigen. Es dauerte bis ins Jahr 1930, ehe der Wiederaufstieg in die nunmehr Oberliga Südhannover-Braunschweig genannte höchste Spielklasse gelang. Gleichzeitig wurde der RSV damit zur sportlichen Nummer eins der Stadt. 
Auf Anhieb sicherte sich die Mannschaft den dritten Platz hinter Arminia Hannover und Eintracht Braunschweig und qualifizierte sich damit für die Norddeutsche Meisterschaft. Dort traf man im Achtelfinale auf den Hamburger SV und unterlag nur knapp mit 2:3. Ein Jahr später qualifizierten sich die Hildesheimer durch einen 3:2-Entscheidungsspielsieg gegen den VfB Peine erneut für die Norddeutsche Meisterschaft. Hier verlor der RSV gegen Holstein Kiel und Union 03 Altona, konnte aber Phönix Lübeck bezwingen. 
Im Jahre 1933 verpassten die Hildesheimer durch eine 2:4-Entscheidungsspielniederlage gegen Peine die erneute Qualifikation für die Regionalmeisterschaft. Dafür gehörte die Mannschaft zu den Gründungsmitgliedern der Gauliga Niedersachsen. Dort kam der RSV nicht über den Abstiegskampf hinaus. Im Jahre 1935 rettete sich die Mannschaft nur den besseren Torquotienten gegenüber der SpVgg Hannover 97 und Viktoria Wilhelmsburg. 
Ein Jahr später musste die Mannschaft trotz Überraschungserfolgen wie den 1:0-Sieg über Meister Werder Bremen oder dem 3:0 gegen Vizemeister Hannover 96 absteigen. 1937 scheiterten die Hildesheimer in der Aufstiegsrunde an Germania Wolfenbüttel. Sechs Jahre später kehrte die Mannschaft als Teil einer Kriegsspielgemeinschaft mit dem Lokalrivalen Hildesheim 07 in die Gauliga zurück. Während des Zweiten Weltkrieges wurde der Sportplatz an der Lademühle zerstört. Als Konsequenz fusionierte der RSV 1946 mit der Reichsbahn-SG Hildesheim zu Borussia Hildesheim.